# Convención Nacional Demócrata de 1908
La Convención Nacional Demócrata de 1908 fue la convención política oficial del partido Demócrata estadounidense en el año de 1908. Celebrada en el Denver Arena Auditorium en Denver, Colorado, los delegados de la convención nominaron a William Jennings Bryan de Nebraska para presidente y a John W. Kern de Indiana para Vicepresidente. El evento es importantemente considerado como parte principal de la historia social y política de Denver, y especialmente a la ciudad que estará celebrando la Convención Nacional Demócrata de 2008. 